# Quiero ser santa
«Quiero ser santa» es una canción interpretada por el grupo español Parálisis Permanente. Fue escrita y producida por Alaska, Ana Curra, Eduardo Benavente y Nacho Canut, e incluida en su segundo EP Quiero ser santa, de 1982. Compuesta a manera de canción post-punk y rock gótico, en la canción Parálisis Permanente hace referencia al concepto de santidad en el catolicismo, el deseo de sufrir, ser venerado y alcanzar la canonización.

## Vídeo musical
Se considera como el vídeo musical de la canción la presentación realizada en el programa de TVE Caja de ritmos, grabada en la sala Rock-Ola en marzo de 1983 y emitida en agosto de ese mismo año. En esta actuación, se llevó a cabo un play-back junto a las canciones «Adictos de la lujuria» y «El acto».

## Versión de Alaska y Dinarama
Tras la muerte de Eduardo, en 1989 Alaska y Dinarama decidieron rendirle homenaje y se comprometieron a grabar una versión acid house de la canción, incorporando la voz de Ana Curra, una de las integrantes de Parálisis Permanente y Alaska y los Pegamoides, quien había compuesto la letra. Esta versión fue incluida en su álbum Fan fatal, en la edición casete y CD. Finalmente fue lanzada como sencillo en marzo de 1989 bajo el sello Hispavox.

### Vídeo musical
Se considera vídeo musical de la canción la presentación realizada en el programa de TV3 TV Plastic, donde los miembros del grupo aparecen en una especie de garaje, y Alaska realiza el play-back.
Su vestimenta estaba inspirada en los disfraces de héroes de cómic, presentándose como una superheroína gótica, con el cabello negro y cardado. Además, sus largas uñas pintadas de negro recordaban a las garras de Freddy Krueger, personaje que por esa época admiraba bastante.

### Lista de canciones y formatos
A continuación se muestran los álbumes y formatos oficiales en los que "Quiero ser santa" ha sido incluida.
- 1989, Sencillo promocional de 7 pulgadas Quiero ser santa - (Hispavox)
- 1989, Maxisingle de 12 pulgadas Quiero ser santa - (Hispavox)
- 1989, Vinilo Fan fatal - (Hispavox)
- 1989, Casete Fan fatal - (Hispavox)
- 1989, CD Fan fatal - (Hispavox)
- 2006, CD Fan fatal - (Emi Music Spain)